# Pleuroclada albescens
Pleuroclada albescens là một loài rêu trong họ Cephaloziaceae. Loài này được Hook. Spruce mô tả khoa học đầu tiên năm 1882.